# KwaZulu
KwaZulu era un bantustan de l'antiga Sud-àfrica, específic per al poble zulu. Tenia una extensió de 36.074 km² i una població de 3.747.000 habitants. La capital era Nongoma, però el 1980 fou traslladada a Ulundi.
Creat el 1971, el primer ministre del bantustan, Mangosuthu Buthelezi de l'Inkatha Freedom Party, va oposar-se a la declaració d'independència del Bantustan. El 1994 fou abolit i formà part de la nova província de KwaZulu-Natal.